# Les bienveillantes
Les bienveillantes (em português: As Benevolentes) é um romance escrito em francês pelo autor estado-unidense Jonathan Littell, que escreve principalmente em francês e atualmente mora em Barcelona. Conta a história de um ex-oficial da SS que ajudou a realizar massacres durante a Segunda Guerra Mundial. O livro de cerca de 900 páginas ganhou dois dos mais prestigiados prêmios de Literatura da França, o Grand Prix du roman de l'Académie française e o Prix Goncourt em 2006. Este livro é o primeiro romance escrito em francês por Littell; ele publicou anteriormente um livro sobre ficção científica ("Bad Voltage") em 1989.
Seu título refere-se, talvez ironicamente, às benevolentes da peça de Ésquilo, também conhecidas como as Eumênides. É um enorme monólogo fictício de um ex-oficial nazista, pertencente às SS, que participou dos massacres contra os judeus e outros grupos étnicos e sociais na Europa Oriental, durante a Segunda Guerra Mundial. O personagem, Maximilian Aue, por ter perfeito domínio da língua francesa, consegue depois da guerra radicar-se na França e assumir uma nova vida, sem prestar contas de seus crimes.
O livro foi premiado, ao sair na França em 2006, mas também atacado, geralmente por o acusarem de pouca verossimilhança. O que impressiona mais é a frieza da narração, em que os piores crimes são tratados como assuntos a resolver tecnicamente. Contudo, o personagem está longe de ser sádico e mais de uma vez elogia Albert Speer, o ministro de Hitler que conseguiu uma boa reputação de antinazista ou de nazista moderado, muito embora tenha sido responsável - como o autor assinala mais de uma vez - pela capacidade de resistência da Alemanha, evitando a rendição, durante pelo menos os dois últimos anos da guerra. A preocupação de Aue e de Speer, embora convirja na defesa de condições de alimentação e de melhor higiene para os presos, é estritamente a de conseguir maximizar o uso deles enquanto mão de obra escrava, especialmente a serviço da grande empresa IG Farben que fez farto uso dos cativos no Leste sem alimentá-los, trajá-los nem tratá-los de maneira que permitisse sua sobrevivência para além de poucos meses.
O livro foi traduzido em português em fins de 2006, no Brasil, sendo esta a sua primeira edição fora da França.